# Pseudocladochonus hicksoni
Pseudocladochonus hicksoni is een zachte koraalsoort uit de familie Clavulariidae. De koraalsoort komt uit het geslacht Pseudocladochonus. Pseudocladochonus hicksoni werd in 1907 voor het eerst wetenschappelijk beschreven door Versluys. 